# Cerco de Alexandria (641)
As forças do Califado Ortodoxo tomaram o importante porto mediterrâneo de Alexandria do Império Bizantino em meados do século VII d.C. Alexandria era a capital da província bizantina do Egito. Isso encerrou o controle marítimo e a dominância econômica bizantina no Mediterrâneo Oriental, deslocando ainda mais o poder geopolítico em favor do Califado Ortodoxo.

## Visão histórica
Com a morte de Maomé em 632 d.C., o mundo muçulmano iniciou um período de rápida expansão. Sob os primeiros califas, os Ortodoxos, os exércitos muçulmanos começaram a atacar as fronteiras do Império Sassânida e do Império Bizantino. Nenhum dos dois impérios estava preparado para a expansão árabe, subestimando o Islã e seu crescimento, como evidenciado pela reação lenta dos sassânidas e pelas visões bizantinas. Após derrotar os bizantinos na Jarmuque (636) e os persas em Cadésia (637), a expansão muçulmana voltou-se para o sul, às províncias do norte da África.
Após a conquista, a população local e a infraestrutura política foram mantidas, embora sob controle muçulmano. Alguns grupos foram perseguidos, principalmente "pagãos" ou "idólatras". Os conquistadores eram geralmente tolerantes com judeus e cristãos. Muitos alcançaram posições de poder e influência em cidades como Bagdá. A principal diferença no tratamento entre muçulmanos e não muçulmanos era o sistema tributário: os não crentes pagavam a jizia, enquanto os muçulmanos pagavam o Zakāt. A jizia garantia proteção aos não muçulmanos que não participavam da guerra, exceto idosos, mulheres e crianças.

## Alexandria bizantina
Alexandria era uma cidade portuária vital para o controle bizantino, com uma população greco-egípcia e importância econômica. A população rural falava copta, enquanto o grego era comum nas cidades costeiras.
O Egito havia sido recentemente reconquistado do Império Sassânida. O Cisma de Calcedônia dividira o império entre calcedonianos e não calcedonianos, com a maioria egípcia sendo não calcedoniana. O imperador Heráclio, calcedoniano, nomeou Ciro como patriarca e prefeito. Ciro iniciou um reinado de terror para impor o calcedonianismo, enquanto o Papa Copta Benjamim I se escondia.
Alexandria era o centro de produção de alimentos e uma base militar bizantina. Com a perda de Jerusalém em 638, os bizantinos concentraram-se em defender o Egito, mas tornou-se cada vez mais difícil.

## Conquista do Egito pelo Califado Ortodoxo
Em 634, o califa Omar liderou a expansão islâmica. Nos anos 640, ele mirou o Egito e Alexandria. A invasão foi liderada por Anre ibne Alas, cujo exército superava as forças bizantinas após sua derrota em Jarmuque.
O objetivo inicial era capturar a fortaleza bizantina de Babilônia (Cerco da Fortaleza de Babilônia) no delta do Nilo. A vitória em Heliópolis no verão de 640 e a queda de Babilônia quebraram o poder bizantino no Egito.

### Marcha para Alexandria

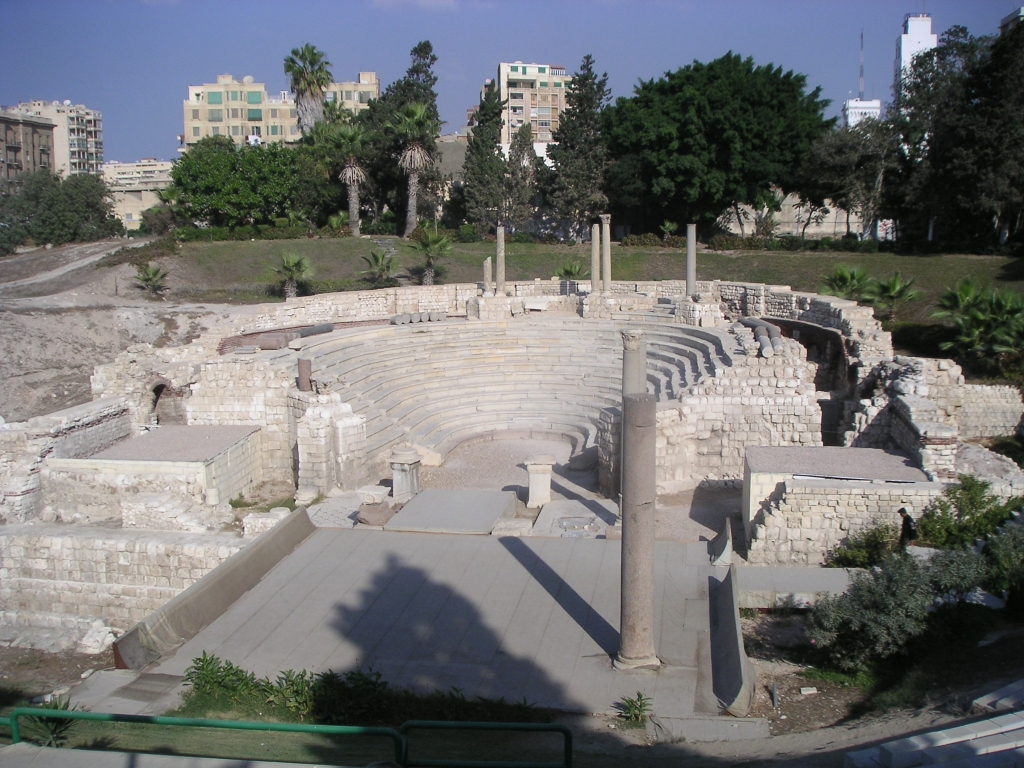
Teatros romanos antigos em Alexandria

Os bizantinos tentaram repelir os muçulmanos com ataques contínuos. Em fevereiro de 641, Anre marchou para Alexandria, enfrentando resistência. Em Tarnute, uma guarda avançada muçulmana foi atacada, mas o exército principal chegou e os bizantinos recuaram. Os muçulmanos avançaram para Quiraium, a 20 km de Alexandria, onde enfrentaram 20 000 bizantinos por dez dias antes de vencê-los. Em março, chegaram aos arredores de Alexandria.

### Teodoro e Ciro em Constantinopla
Heráclio morreu em fevereiro de 641, e seus filhos Constantino III e Heraclonas o sucederam. A mãe de Heraclonas, Martina, opôs-se a Constantino. Ele convocou Ciro e Teodoro para discutir a invasão. Ciro defendia a rendição; Teodoro, a resistência. Constantino preparou uma frota, mas morreu em 25 de maio. Martina assumiu e enviou reforços com Ciro e Teodoro. Valentino, um usurpador, enviou cartas aos soldados para não obedecerem Martina. Teodoro tentou fugir para a Pentápole, mas foi forçado a voltar. Eles retornaram a Alexandria em 14 de setembro de 641.

### Conquista de Alexandria
Ciro negociou com Anre um tratado: 1. Pagamento de tributo fixo. 2. Trégua de onze meses. 3. Retirada das tropas bizantinas por mar. 4. Proibição de retorno do exército bizantino. 5. Respeito às igrejas cristãs. 6. Permissão para judeus permanecerem. 7. Reféns bizantinos.
Ciro convenceu Teodoro e Constantino da necessidade do tratado, que foi ratificado por Heraclonas. A população só soube quando os árabes chegaram para cobrar o tributo. Uma multidão enfurecida tentou apedrejar Ciro, mas ele acalmou-os. O primeiro pagamento foi em 10 de dezembro de 641.

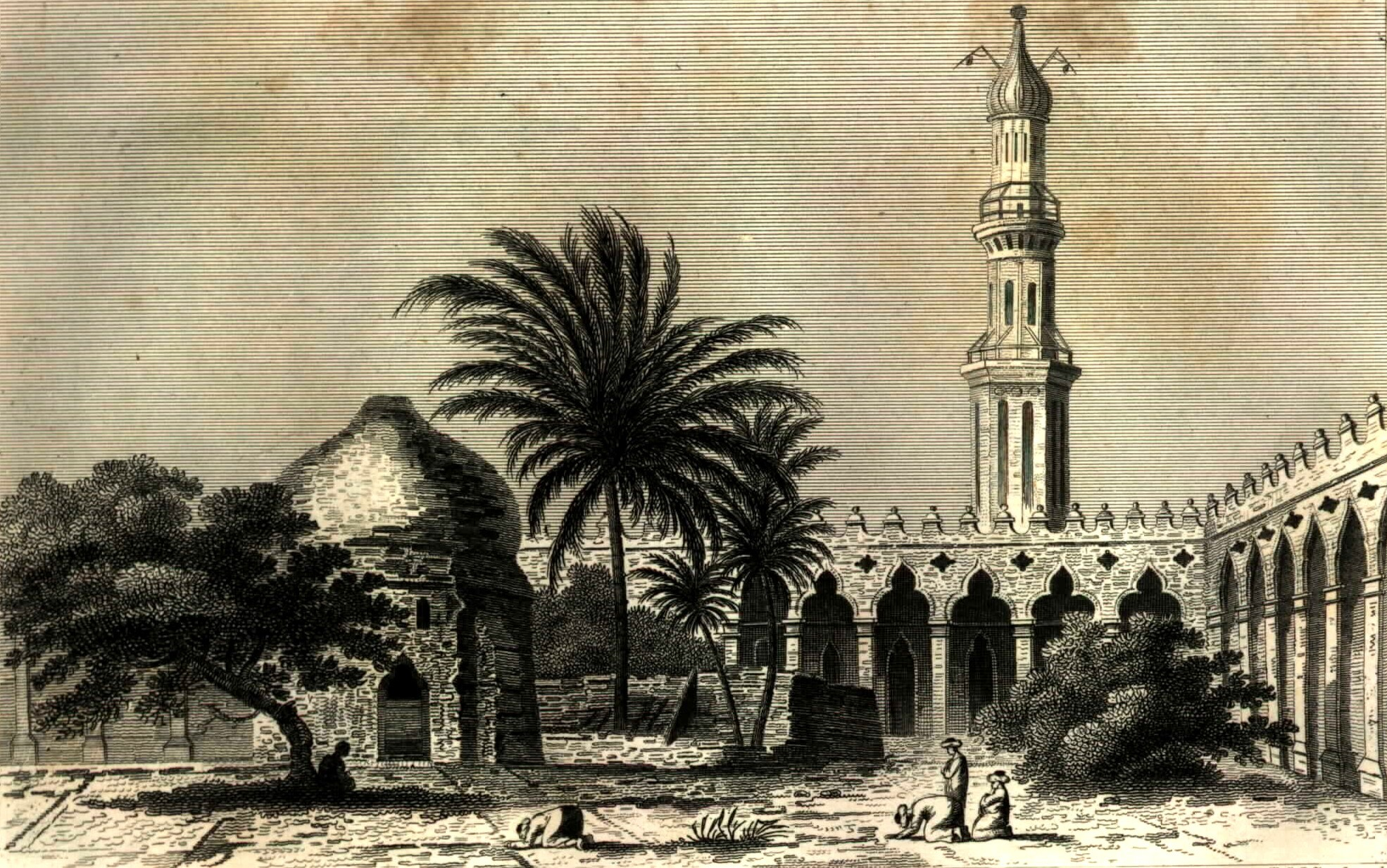
A Mesquita Attarine em Alexandria era originalmente uma igreja, convertida após a rendição.

Ciro morreu em 21 de março de 642. Teodoro organizou a retirada bizantina, e em 29 de setembro de 642, Anre entrou em Alexandria, encerrando 671 anos de domínio romano.

### Contra-ataque bizantino
Em 645, os bizantinos retomaram brevemente Alexandria, mas foram derrotados por Anre. Em 654, outra tentativa falhou. Essas derrotas marcaram o fim das tentativas bizantinas de recuperar a cidade.

## Vida sob o Califado Ortodoxo
Alexandria prosperou sob o domínio muçulmano. Fontes muçulmanas destacam a tolerância religiosa e a aceitação da população local. O historiador Gustav LeBon escreveu:
"Os primeiros califas mostraram rara engenhosidade ao tratar os povos conquistados com bondade, permitindo-lhes praticar suas leis e crenças em troca da jizia. Nenhum conquistador foi tão misericordioso quanto os árabes."
O patriarca copta Benjamim foi respeitado por Anre, que lhe disse: "Administre suas igrejas e ore por mim."

### Influência islâmica
Culturalmente, Alexandria manteve sua diversidade. Grego, copta e árabe eram falados, e documentos continuaram a ser escritos em grego e copta. O árabe tornou-se dominante após o século XI.

Casamentos entre muçulmanos e não muçulmanas eram comuns, apesar das restrições. A queda de Alexandria marcou uma mudança geopolítica, facilitando a conquista do norte da África, como Cirene (642), Trípoli (643) e Cairo (670).